# Чёренка (Псковская область)
Чёренка — деревня в Великолукском районе Псковской области России. Входит в состав сельского поселения «Борковская волость». Численность населения деревни по оценке на 2000 год составляла 20 человек, на 2010 год — 23 человека.

## География
Расположена на юго-западе района, в 34 км к югу от центра города Великие Луки, в 12 км к северо-востоку от волостного центра деревни Борки и в 3 км к северо-западу от деревни Поречье (Великолукский район).

## Население
| 2001 | 2002 | 2010 |
| ---- | ---- | ---- |
| 20   | ↗29  | ↘16  |

## Инфраструктура
Личное подсобное хозяйство.

## Транспорт
Деревня доступна автотранспортом.